# Campagnola Cremasca
Campagnola Cremasca là một đô thị ở tỉnh Cremona, vùng Lombardia của Italia, có vị trí cách khoảng 40 km về phía đông của Milan và khoảng 40 km về phía tây bắc của Cremona. Tại thời điểm ngày 31 tháng 12 năm 2004, đô thị này có dân số 676 người và diện tích là 4,6 km².
Campagnola Cremasca giáp các đô thị: Capralba, Casaletto Vaprio, Crema, Cremosano, Pianengo, Sergnano.